# Tortuguero Airport
Tortuguero Airport är en flygplats i Costa Rica.   Den ligger i provinsen Limón, i den nordöstra delen av landet, 90 km nordost om huvudstaden San José. Tortuguero Airport ligger 6 meter över havet.
Terrängen runt Tortuguero Airport är mycket platt. Havet är nära Tortuguero Airport åt nordost.  Närmaste större samhälle är Tortuguero, 3,4 km söder om Tortuguero Airport.